# Chiesa della Natività di Maria Santissima (Varazze)
La chiesa della Natività di Maria Santissima è un edificio religioso sito nella frazione di Casanova, a Varazze in provincia di Savona. La chiesa è sede della parrocchia omonima del vicariato di Varazze della diocesi di Savona-Noli.
Nelle vicinanze, oltre che al piccolo oratorio, sorgono anche la cappella di santa Caterina e la cappella del Beato Jacopo da Varagine.

## Storia e descrizione
La chiesa risale al XVIII secolo, consacrata nel 1750, ha unica navata con sei cappelle laterali e campanile a cupola ribassata ricoperto di tegole in ceramica. La facciata ha linee semplici e statiche, movimentata solo da un piccolo rosone e da una nicchia con la statua del Beato Jacopo da Varagine che nacque in queste zone. Sorge infatti su una collina vicina una piccola cappella a lui dedicata ed edificata sul luogo della casa natale.
L'interno ha la volta decorata, anche se molto scurita dal tempo e dalle candele. L'altare maggiore è in marmo e dietro di esso si nota un massiccio coro ligneo. Gli altari delle cappelle laterali sono invece in calce e sopra di essi si trovano tele di diverse epoche, dal XVIII secolo al XX secolo. Sulla fonte battesimale è riportata la data del 1749. Sopra l'ingresso è posizionato un organo a canne Agati-Tronchi del 1894 (opera nº 1155), mentre nei pressi del presbiterio vi è una cassa processionale con gruppo ligneo raffigurante il Beato Jacopo che porta la pace tra Guelfi e Ghibellini, opera dello scultore savonese Giovanni Battista Rebagliati, risalente al 1930 circa.
A fianco della chiesa sorge un piccolo oratorio, mentre dalla piazza antistante si può ammirare un bel panorama della valle del Teiro fino a Varazze e al mare.

## Galleria d'immagini

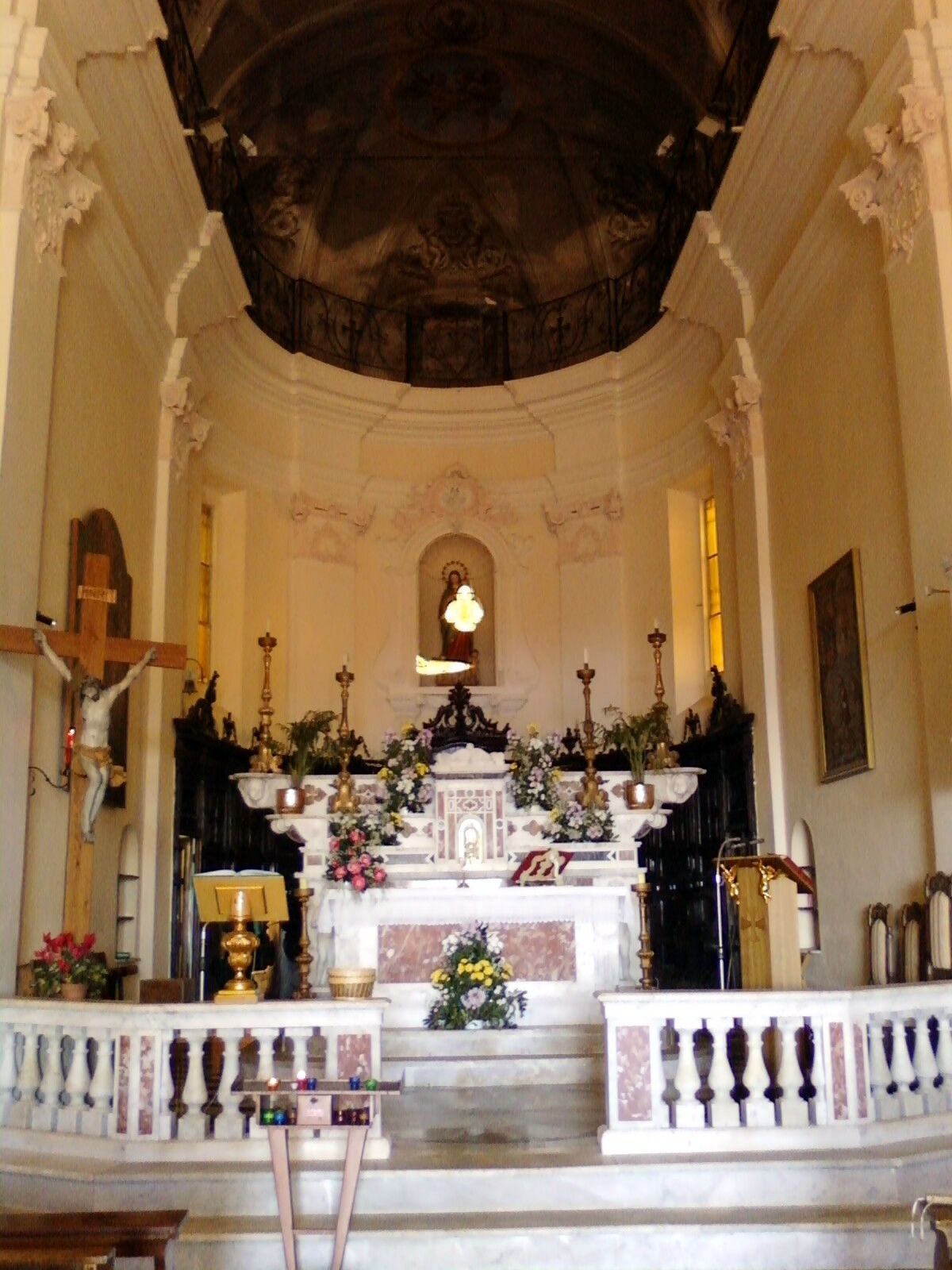
Presbiterio
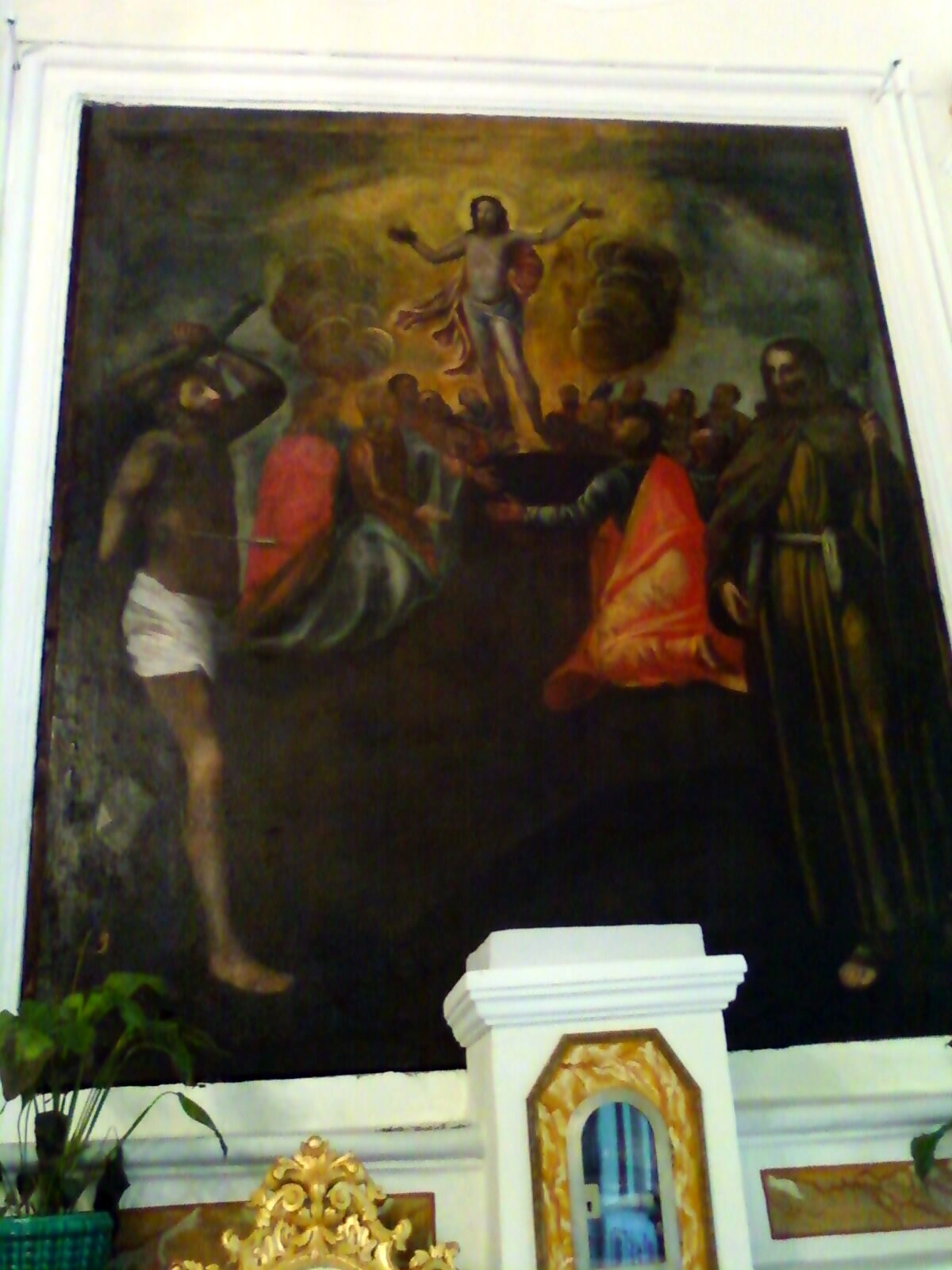
Cappella laterale
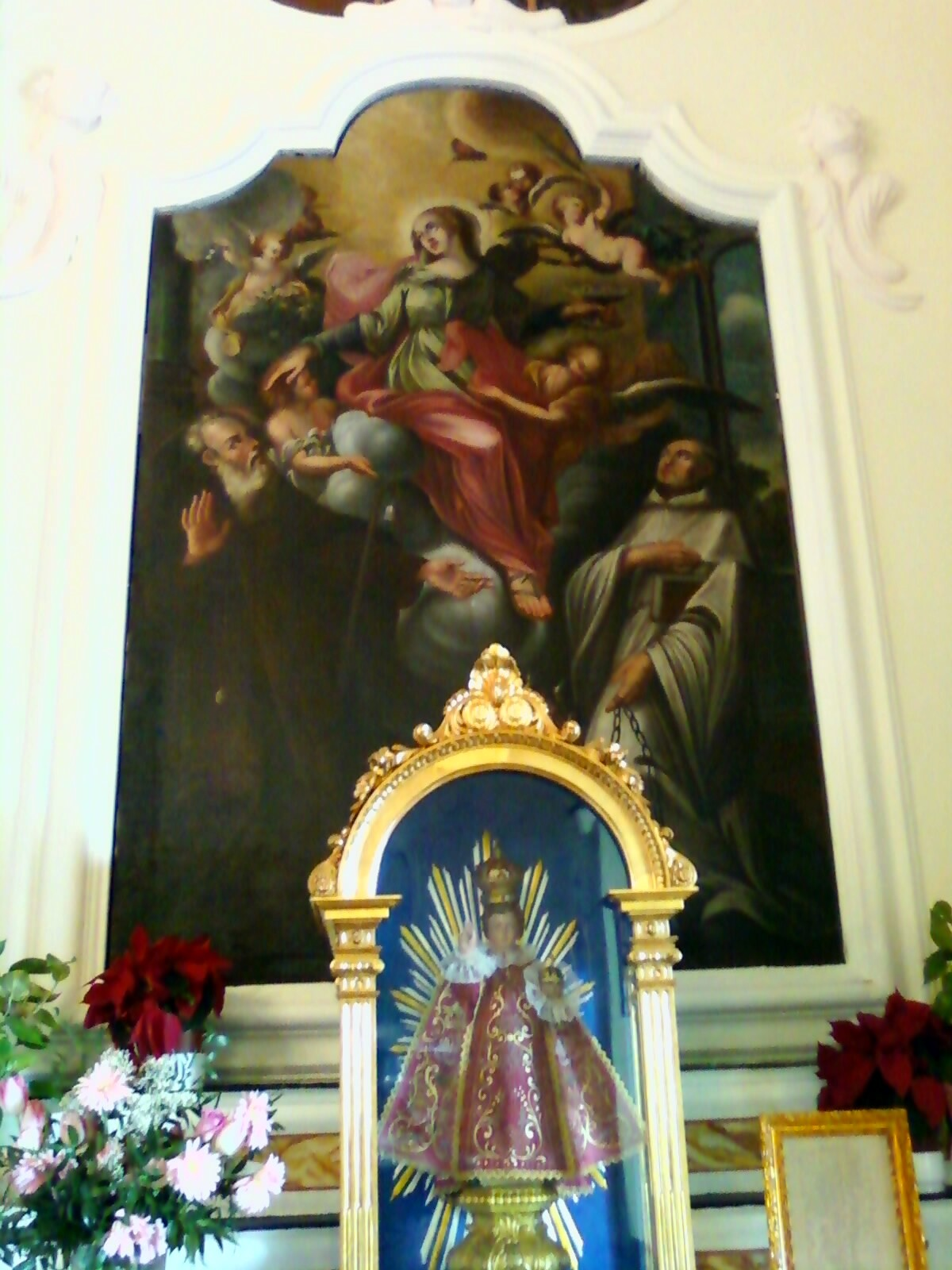
Cappella laterale
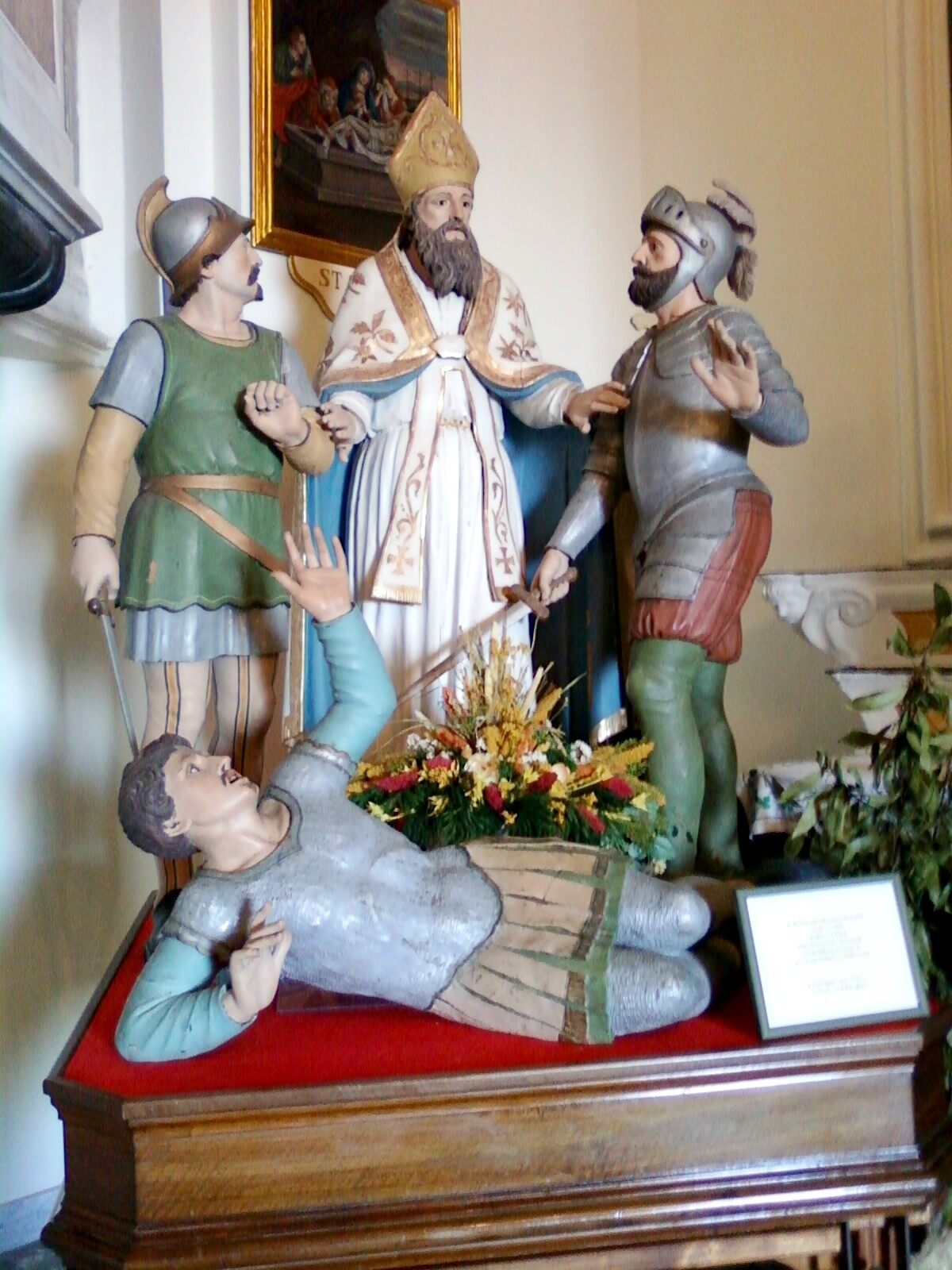
Beato Jacopo (1930 circa)
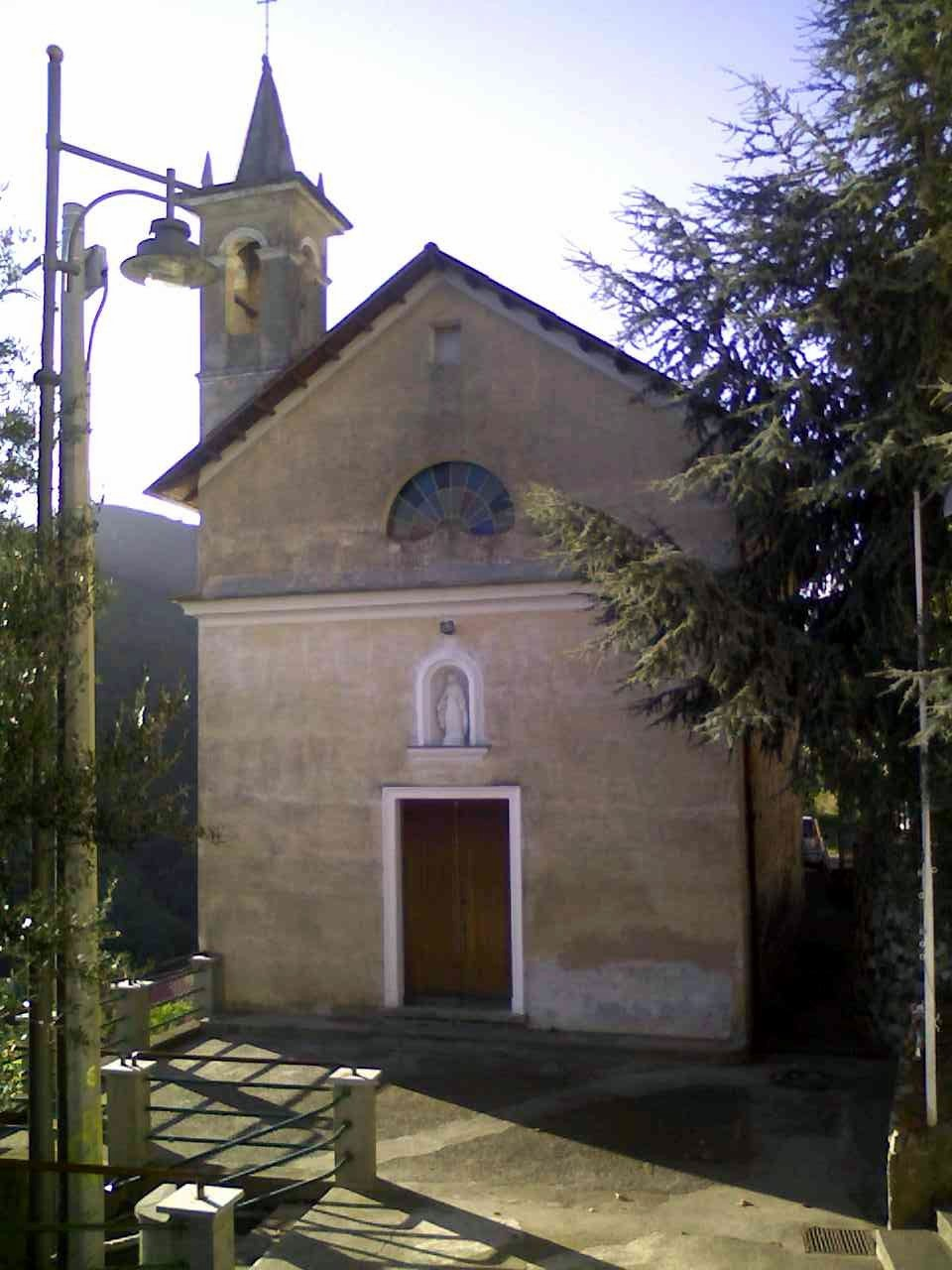
L'oratorio